# Phocoena dioptrica
La focena dagli occhiali (Phocoena dioptrica) è un membro raramente avvistato della famiglia delle focene. Questa specie si distingue facilmente dalle altre focene per il caratteristico anello scuro intorno agli occhi che ha dato il nome all'animale. Questo anello è comunemente sormontato da un altro anello più chiaro.

## Tassonomia
La focena dagli occhiali venne descritta per la prima volta da Lahille nel 1912 a partire da un esemplare trovato su una spiaggia nei pressi di Buenos Aires. Un cranio ritrovato più tardi nella Terra del Fuoco si credette inizialmente appartenente ad un'altra specie, chiamata provvisoriamente Phocoena dioptrica, ma in seguito si scoprì che apparteneva ad una focena dagli occhiali e questo nome rimase un sinonimo. La parola latina dioptrica si riferisce ai doppi anelli oculari che caratterizzano questa creatura.

## Descrizione fisica
La focena dagli occhiali è una creatura robusta con una piccola testa priva di rostro. Le focene dagli occhiali hanno una particolare colorazione nera e bianca - nera sopra e bianca sotto. Hanno gli occhi neri circondati da anelli, od occhiali, bianchi e una striscia bianca sulla superficie superiore della coda. Hanno una grande pinna dorsale arrotondata e sono prive di rostro. Come tutte le focene, hanno denti a forma di spatola (al posto di quelli conici dei delfini). I membri neonati di questa specie sono lunghi circa 80 cm, i maschi raggiungono i 2,2 metri e le femmine sono un po' più piccole. L'età in cui raggiungono la maturità, così come la longevità di questa focena, è sconosciuta. Quando sono adulte possono raggiungere i 60–84 kg di peso.

## Dieta
Le focene dagli occhiali si nutrono di calamari e pesci.

## Comportamento
Le focene dagli occhiali vivono in gruppi di 1-25 individui. Sono nuotatrici attive e veloci ed evitano normalmente le imbarcazioni. Conosciamo poco del loro comportamento e la maggior parte delle informazioni sono state ottenute da esemplari spiaggiati.

## Distribuzione e popolazione
Si crede che la focena dagli occhiali viva nelle fredde acque circumpolari sub-antartiche ed antartiche. Sulla Terra del Fuoco sono stati ritrovati molti scheletri e si crede che quest'area sia un sito dove la sua concentrazione sia relativamente alta. Nell'Atlantico questa specie è stata avvistata al largo del Brasile, delle isole Falkland e della Georgia Australe, nel Pacifico meridionale al largo di Auckland, della Tasmania e dell'Australia meridionale e nell'oceano Indiano meridionale presso l'isola Heard e le Kerguelen. Solamente pochissimi esemplari sono stati avvistati in mare aperto. L'avvistamento più meridionale è avvenuto nel canale di Drake a 58° S.
La popolazione totale è sconosciuta. La IUCN, nella sua Lista Rossa delle Specie Minacciate, considera questa specie di status prossimo alla minaccia.